# Sremski Mihaljevci
Sremski Mihaljevci (Сремски Михаљевци) település Szerbiában, a Vajdaságban, a Szerémségi körzetben, Pecsince községben.

## Demográfiai változások
| 1948 | 1953 | 1961 | 1971 | 1981 | 1991 | 2002 |
| ---- | ---- | ---- | ---- | ---- | ---- | ---- |
| 1044 | 1008 | 1027 | 865  | 837  | 862  | 837  |